# Brachymeles vulcani
Brachymeles vulcani là một loài thằn lằn trong họ Scincidae. Loài này được Siler, Jones, Diesmos, Diesmos & Brown mô tả khoa học đầu tiên năm 2012.